# Finale wereldkampioenschap voetbal 1974
De finale van het wereldkampioenschap voetbal 1974 was de 10e editie van de voetbalwedstrijd die gespeeld werd in het kader van het FIFA Wereldkampioenschap. De wedstrijd vond plaats op zondagmiddag 7 juli 1974 tussen Nederland en West-Duitsland. De finale werd gespeeld in het Olympiastadion in München.

## Route naar de finale
| Land      | Wed | W | G | V | DV | DT | Ptn |
| --------- | --- | - | - | - | -- | -- | --- |
| Nederland | 6   | 4 | 2 | 0 | 24 | 2  | 10  |
| België    | 6   | 4 | 2 | 0 | 12 | 0  | 10  |
| Noorwegen | 6   | 2 | 0 | 4 | 9  | 16 | 4   |
| IJsland   | 6   | 0 | 0 | 6 | 2  | 29 | 0   |

| Land      | Wed | Win | Gel | Ver | DV | DT | +/− | Pnt |
| --------- | --- | --- | --- | --- | -- | -- | --- | --- |
| Nederland | 3   | 2   | 1   | 0   | 6  | 1  | 5   | 5   |
| Zweden    | 3   | 1   | 2   | 0   | 3  | 0  | 3   | 4   |
| Bulgarije | 3   | 0   | 2   | 1   | 2  | 5  | -3  | 2   |
| Uruguay   | 3   | 0   | 1   | 2   | 1  | 6  | -5  | 1   |

| Land                           | Wed | Win | Gel | Ver | DV | DT | +/− | Pnt |
| ------------------------------ | --- | --- | --- | --- | -- | -- | --- | --- |
| Duitse Democratische Republiek | 3   | 2   | 1   | 0   | 4  | 1  | 3   | 5   |
| West-Duitsland                 | 3   | 2   | 0   | 1   | 4  | 1  | 3   | 4   |
| Chili                          | 3   | 0   | 2   | 1   | 1  | 2  | -1  | 2   |
| Australië                      | 3   | 0   | 1   | 2   | 0  | 5  | -5  | 1   |

| Land                           | Wed | Win | Gel | Ver | DV | DT | +/− | Pnt |
| ------------------------------ | --- | --- | --- | --- | -- | -- | --- | --- |
| Nederland                      | 3   | 3   | 0   | 0   | 8  | 0  | 8   | 6   |
| Brazilië                       | 3   | 2   | 0   | 1   | 3  | 3  | 0   | 4   |
| Duitse Democratische Republiek | 3   | 0   | 1   | 2   | 1  | 4  | −3  | 1   |
| Argentinië                     | 3   | 0   | 1   | 2   | 2  | 7  | −5  | 1   |

| Land           | Wed | Win | Gel | Ver | DV | DT | +/− | Pnt |
| -------------- | --- | --- | --- | --- | -- | -- | --- | --- |
| West-Duitsland | 3   | 3   | 0   | 0   | 7  | 2  | 5   | 6   |
| Polen          | 3   | 2   | 0   | 1   | 3  | 2  | 1   | 4   |
| Zweden         | 3   | 1   | 0   | 2   | 4  | 6  | −2  | 2   |
| Joegoslavië    | 3   | 0   | 0   | 3   | 2  | 6  | −4  | 0   |

## Verslag

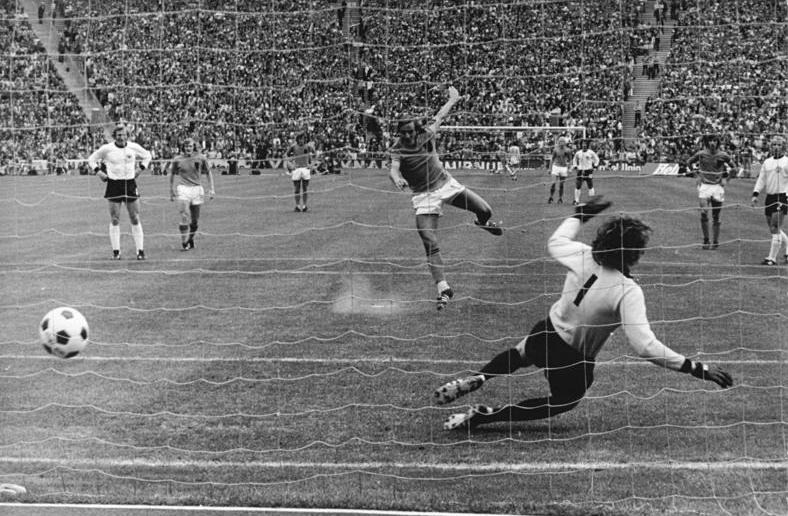
Neeskens maakt de 1-0

De Engelse scheidsrechter Jack Taylor wilde al fluiten voor de aftrap van de finale toen hij zag dat de cornervlaggen nog niet waren geplaatst. Toen dat eenmaal was gebeurd, trapte Nederland af. Zonder de bal te hebben aangeraakt liep West-Duitsland al na een minuut spelen tegen een achterstand aan. Vlak buiten het zestienmetergebied werd Johan Cruijff neergelegd door Uli Hoeneß; de Nederlandse aanvoerder viel in het strafschopgebied, en de scheidsrechter wees een strafschop toe. Die werd genomen door Johan Neeskens. Deze wilde de bal aanvankelijk rechts van keeper Sepp Maier schieten, maar toen Maier gewaarschuwd werd door aanvoerder Franz Beckenbauer, knalde Neeskens de bal hard door het midden. De stand was 1-0.
Nederland drong vervolgens niet meer aan, maar ook West-Duitsland speelde aanvankelijk afwachtend. Na ongeveer twintig minuten hervonden de Duitsers zich. Die Mannschaft was wel vaker in belangrijke wedstrijden met een achterstand geconfronteerd, en kon daar goed mee omgaan. Bij een Duitse aanval drong aanvaller Bernd Hölzenbein het strafschopgebied binnen, waar hij over het uitgestrekte been van Wim Jansen viel. Taylor wees opnieuw naar de penaltystip. Jansen beweerde later de Duitser niet geraakt te hebben. Verdediger Paul Breitner schoot de strafschop langs Jan Jongbloed, die nauwelijks reageerde. Na 25 minuten was de stand zo 1-1.
De Duitsers zetten door, verhoogden het tempo en creëerden diverse kansen. In de 43e minuut belandde de bal bij Gerd Müller, Der Bomber der Nation, die de bal met de rug naar het doel aannam. Hij draaide zich vlot om en schoot de bal diagonaal in de verre hoek. 2-1 voor West-Duitsland.
Nadat Taylor had gefloten voor de rust, kreeg Johan Cruijff op weg naar de kleedkamer een gele kaart wegens zijn aanhoudende geklaag tegen de scheidsrechter.
In de tweede helft nam Nederland het initiatief. Het vloeiende combinatiespel en de overmacht waarmee Oranje eerder in het toernooi indruk had gemaakt, ontbraken echter. En geen van de circa vijf kansen werd verzilverd. Spelverdeler Cruijff speelde zijn slechtste wedstrijd van het toernooi. Ook West-Duitsland kreeg nog kansen. Een doelpunt van Müller werd ten onrechte afgekeurd wegens buitenspel. Hölzenbein viel in de slotfase in het strafschopgebied weer over een been van Jansen, maar deze keer werd er, onterecht, geen strafschop gegeven.
De wedstrijd eindigde dus in 1-2, West-Duitsland was wereldkampioen.

## In retrospect
De destijds spelende rechtsback van West-Duitsland Berti Vogts verklaarde in 1997 dat de aan West-Duitsland toegekende penalty onterecht was. Hij blijft echter de enige uit het elftal die zich erover uit wil laten.
De Braziliaan João Havelange (voormalig FIFA-president van 1974 tot 1998) stelde in 2008 zonder onderbouwing dat er sprake was van match fixing in de wereldkampioenschappen van 1966 en 1974, zodat Engeland en West-Duitsland kampioen zouden worden.

## Wedstrijddetails
|                                          |                    |       |                                |                                                                                     |
| 7 juli 1974 16:00 MET «onderlinge duels» | Nederland          | 1 – 2 | West-Duitsland                 | Olympiastadion, München Toeschouwers: 75.200 Scheidsrechter: Jack Taylor (Engeland) |
| 7 juli 1974 16:00 MET «onderlinge duels» | Neeskens 2' (pen.) |       | 25' (pen.) Breitner 43' Müller | Olympiastadion, München Toeschouwers: 75.200 Scheidsrechter: Jack Taylor (Engeland) |

| Nederland | West-Duitsland |

| Nederland:     |    |                     |     |
|                |    |                     |     |
| GK             | 8  | Jan Jongbloed       |     |
| RB             | 20 | Wim Suurbier        |     |
| CB             | 17 | Wim Rijsbergen      | 69' |
| CB             | 2  | Arie Haan           |     |
| LB             | 12 | Ruud Krol           |     |
| DM             | 6  | Wim Jansen          |     |
| CM             | 13 | Johan Neeskens      | 40' |
| CM             | 3  | Willem van Hanegem  | 23' |
| RW             | 16 | Johnny Rep          |     |
| CF             | 14 | Johan Cruijff       | 45' |
| LW             | 15 | Rob Rensenbrink     | 46' |
| Wisselspelers: |    |                     |     |
| FW             | 10 | René van de Kerkhof | 46' |
| MF             | 7  | Theo de Jong        | 69' |
| Coach:         |    |                     |     |
| Rinus Michels  |    |                     |     |

| West-Duitsland: |    |                          |    |
|                 |    |                          |    |
| GK              | 1  | Sepp Maier               |    |
| RB              | 2  | Berti Vogts              | 4' |
| CB              | 5  | Franz Beckenbauer        |    |
| CB              | 4  | Hans-Georg Schwarzenbeck |    |
| LB              | 3  | Paul Breitner            |    |
| CM              | 16 | Rainer Bonhof            |    |
| CM              | 12 | Wolfgang Overath         |    |
| AM              | 14 | Uli Hoeneß               |    |
| RW              | 9  | Jürgen Grabowski         |    |
| CF              | 13 | Gerd Müller              |    |
| LW              | 17 | Bernd Hölzenbein         |    |
| Coach:          |    |                          |    |
| Helmut Schön    |    |                          |    |

DFB · A-internationals · Bondscoaches · Duits vrouwenelftal · Olympisch elftal · Duitsland U21 · Duitsland U20 · Duitsland U19 · Duitsland U18 · Duitsland U17 · Duitsland U16 · Vrouwen U17
1905 – 1919 · 
1920 – 1929 · 
1930 – 1939 · 
1940 – 1949 · 
1950 – 1959 · 
1960 – 1969 · 
1970 – 1979 · 
1980 – 1989 · 
1990 – 1999 · 
2000 – 2009 · 
2010 – 2019 · 
2020 – 2029
EK's: 1972 · 
1976 · 
1980 · 
1984 · 
1988 · 
1992 · 
1996 · 
2000 · 
2004 · 
2008 · 
2012 · 
2016 · 
2020 · 
2024
CC: 1999 · 
2005 · 
2017
WK's: 1934 ·
1938 · 
1954 · 
1958 · 
1962 · 
1966 · 
1970 · 
1974 · 
1978 · 
1982 · 
1986 · 
1990 · 
1994 · 
1998 · 
2002 · 
2006 · 
2010 · 
2014 · 
2018 · 
2022
OS: 1912 ·
1928 ·
1936 ·
2016 ·
2020
Albanië ·
Algerije ·
Argentinië ·
Armenië ·
Australië ·
Azerbeidzjan ·
België ·
Bohemen en Moravië ·
Bolivia ·
Bosnië en Herzegovina ·
Brazilië ·
Bulgarije ·
Canada ·
Chili ·
China ·
Colombia ·
Costa Rica ·
Cyprus ·
DDR ·
Denemarken ·
Ecuador ·
Egypte ·
Engeland ·
Estland ·
Faeröer ·
Finland ·
Frankrijk ·
Georgië ·
Ghana ·
Gibraltar ·
GOS ·
Griekenland ·
Hongarije ·
Ierland ·
IJsland ·
Iran ·
Israël ·
Italië ·
Ivoorkust ·
Japan ·
Joegoslavië ·
Kameroen ·
Kazachstan ·
Koeweit ·
Kroatië ·
Letland ·
Liechtenstein ·
Litouwen ·
Luxemburg ·
Malta ·
Marokko ·
Mexico ·
Moldavië ·
Nederland ·
Nieuw-Zeeland ·
Nigeria ·
Noord-Ierland ·
Noord-Macedonië ·
Noorwegen ·
Oekraïne ·
Oman ·
Oostenrijk ·
Paraguay ·
Peru ·
Polen ·
Portugal ·
Roemenië ·
Rusland ·
Saarland ·
San Marino ·
Saoedi-Arabië ·
Schotland ·
Servië ·
Servië en Montenegro · 
Slovenië ·
Slowakije ·
Sovjet-Unie ·
Spanje ·
Thailand ·
Tsjechië ·
Tsjecho-Slowakije ·
Tunesië ·
Turkije ·
Uruguay ·
Verenigde Arabische Emiraten ·
Verenigde Staten ·
Wales ·
Wit-Rusland ·
Zuid-Afrika ·
Zuid-Korea ·
Zweden ·
Zwitserland
Algerije (1982) · 
Algerije (2014) · 
Argentinië (1986) ·
Argentinië (1990) ·
Argentinië (2006) ·
Argentinië (2014) · 
Australië (2010) ·
België (1980) · 
Brazilië (2002) ·
Brazilië (2014) · 
Chili (1982) ·
Costa Rica (2006) ·
Denemarken (1992) ·
Denemarken (2012) · 
Ecuador (2006) ·
Engeland (1966) ·
Engeland (1982) ·
Engeland (2010) ·
Engeland (2021) ·
Frankrijk (2014) · 
Frankrijk (2021) · 
Ghana (2014) ·
Griekenland (2012) · 
Hongarije (1954, 2) ·
Hongarije (2021) ·
Italië (1982) ·
Italië (2006) ·
Italië (2012) · 
Japan (2022) · 
Kroatië (2008) ·
Mexico (2018) ·
Nederland (1974) ·
Nederland (2012) ·
Oekraïne (2016) ·
Oostenrijk (1982) ·
Oostenrijk (2008) ·
Polen (2006) ·
Polen (2008) ·
Polen (2016) ·
Portugal (2006) ·
Portugal (2008) ·
Portugal (2012) ·
Portugal (2014) ·
Portugal (2021) ·
Servië (2010) ·
Sovjet-Unie (1972) · 
Spanje (1982) ·
Spanje (2008) ·
Spanje (2022) ·
Tsjechië (1996, 2) · 
Tsjecho-Slowakije (1976) ·
Turkije (2008) ·
Verenigde Staten (2014) ·
Zuid-Korea (2018) ·
Zweden (2006)
KNVB ·
A-internationals ·
Bondscoaches (m) ·
Topscorers ·
Nederlands vrouwenelftal ·
Bondscoaches (v) ·
Nederland B ·
Olympisch elftal ·
Jong Oranje ·
Nederland –20 ·
Nederland –19 ·
Nederland –18 ·
Nederland –17 ·
Nederland –16 ·
Nederland –15 ·
Nederlands amateurelftal ·
Nederlands zaterdagelftal ·
Jong OranjeLeeuwinnen ·
Vrouwen –20 ·
Vrouwen –19 ·
Vrouwen –18 ·
Vrouwen –17 ·
Vrouwen –16 ·
Vrouwen –15 ·
Militair mannenelftal ·
Militair vrouwenelftal ·
Strandteam ·
Vrouwen Strandteam ·
Futsalteam ·
Vrouwen Futsalteam

EK-wedstrijden ·
WK-wedstrijden ·
Resultaten kwalificaties en eindronden ·
Nederland B-wedstrijden ·
Officieuze wedstrijden ·
EK-wedstrijden vrouwen ·
WK-wedstrijden vrouwen ·
Resultaten vrouwen kwalificaties en eindronden
1905 – 1919 ·
1920 – 1929 ·
1930 – 1939 ·
1940 – 1949 ·
1950 – 1959 ·
1960 – 1969 ·
1970 – 1979 ·
1980 – 1989 ·
1990 – 1999 ·
2000 – 2009 ·
2010 – 2019 ·
2020 – 2029
2015 ·
2016 ·
2017 ·
2018 ·
2019 ·
2020 ·
2021 · 
2022
EK's: 1976 · 
1980 · 
1988 · 
1992 · 
1996 · 
2000 · 
2004 · 
2008 · 
2012 · 
2020 · 
2024
WK's: 1934 · 
1938 · 
1974 · 
1978 · 
1990 · 
1994 · 
1998 · 
2006 · 
2010 · 
2014 · 
2022
OS: 1908 ·
1912 ·
1920 ·
1924 ·
1928 ·
1948 ·
1952 ·
2008
Albanië ·
Andorra ·
Argentinië ·
Armenië ·
Australië ·
België ·
Bosnië en Herzegovina ·
Brazilië ·
Bulgarije ·
Canada ·
Chili ·
China ·
Colombia ·
Costa Rica ·
Curaçao ·
Cyprus ·
DDR ·
Denemarken ·
Duitsland ·
Ecuador ·
Egypte ·
Engeland ·
Estland ·
Faeröer ·
Finland ·
Frankrijk ·
GOS · 
Georgië ·
Ghana ·
Gibraltar ·
Griekenland ·
Hongarije ·
Ierland ·
IJsland ·
Indonesië ·
Iran ·
Israël ·
Italië ·
Ivoorkust ·
Japan ·
Joegoslavië ·
Kameroen ·
Kazachstan ·
Kroatië ·
Letland ·
Liechtenstein ·
Luxemburg ·
Malta ·
Marokko ·
Mexico ·
Moldavië ·
Montenegro ·
Nederlandse Antillen ·
Nigeria ·
Noord-Ierland ·
Noord-Macedonië ·
Noorwegen ·
Oekraïne ·
Oostenrijk ·
Paraguay ·
Peru ·
Polen ·
Portugal ·
Qatar ·
Roemenië ·
Rusland ·
Saarland ·
San Marino ·
Saoedi-Arabië ·
Schotland ·
Senegal ·
Servië en Montenegro ·
Slovenië ·
Slowakije ·
Sovjet-Unie ·
Spanje ·
Suriname ·
Thailand ·
Tsjechië ·
Tsjecho-Slowakije ·
Tunesië ·
Turkije ·
Uruguay ·
Verenigd Koninkrijk ·
Verenigde Staten ·
Wales ·
Wit-Rusland ·
Zuid-Afrika ·
Zuid-Korea ·
Zweden ·
Zwitserland
Argentinië (1978) ·
Argentinië (2006) ·
Argentinië (2014) ·
Argentinië (2022) ·
Australië (2014) ·
Brazilië (2014) ·
Chili (2014) · 
Costa Rica (2014) ·
Denemarken (2010) ·
Denemarken (2012) ·
Duitsland (2012) · 
Ecuador (2022) · 
Frankrijk (2008) ·
Italië (2008) ·
Ivoorkust (2006) ·
Japan (2010) ·
Kameroen (2010) ·
Mexico (2014) · 
Noord-Macedonië (2021) · 
Oekraïne (2021) · 
Oostenrijk (2021) · 
Portugal (2006) ·
Portugal (2012) ·
Portugal (2019) ·
Qatar (2022) ·
Roemenië (2008) ·
Rusland (2008) ·
San Marino (2011) ·
Senegal (2022) ·
Servië en Montenegro (2006) ·
Sovjet-Unie (1988) ·
Spanje (2010) ·
Spanje (2014) ·
Tsjechië (2021) · 
Uruguay (2010) ·
Verenigde Staten (2022) · 
West-Duitsland (1974)